# Yinhai

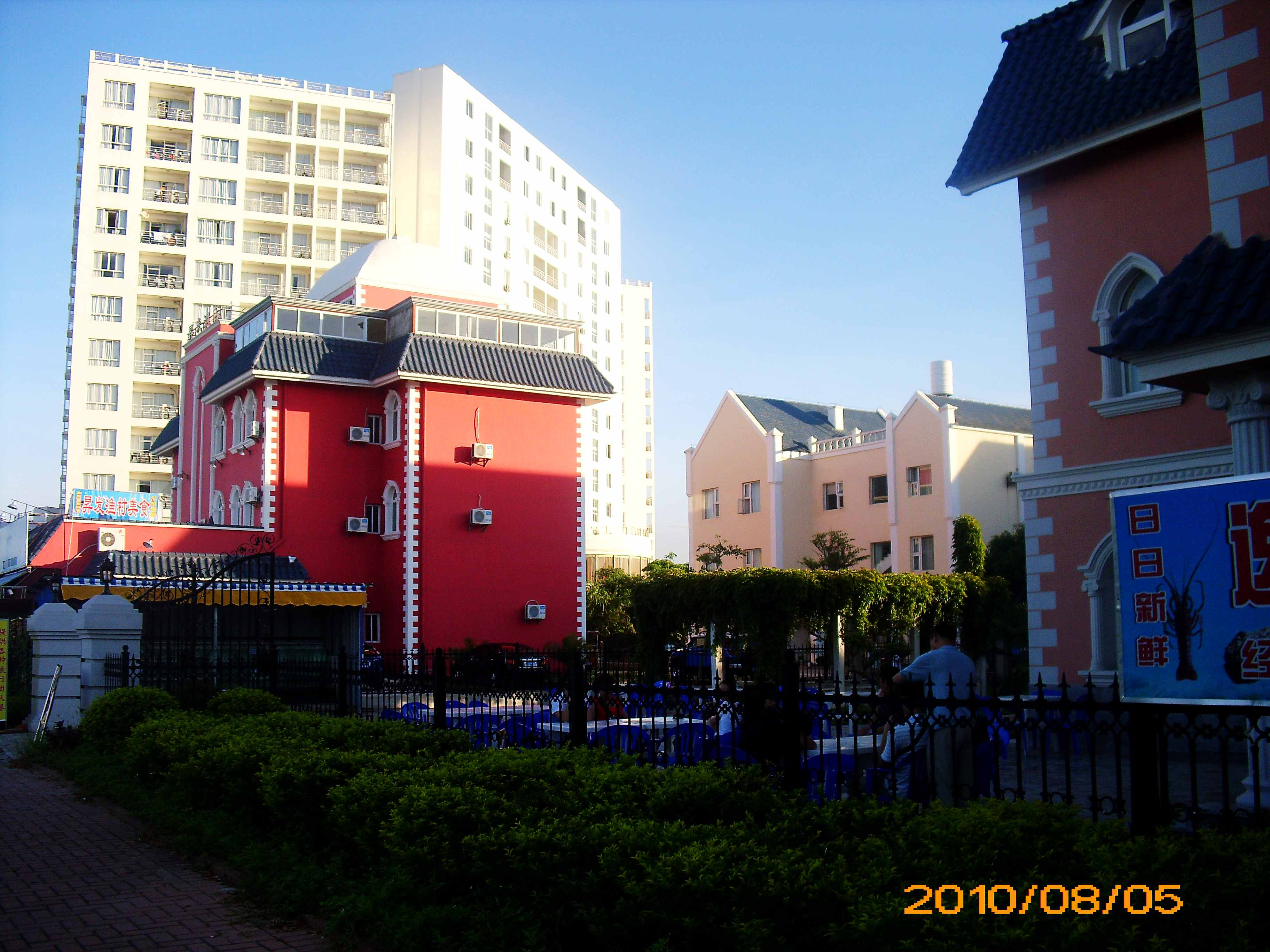
Blick auf Yinhai

 Yinhai (chinesisch 银海区, Pinyin Yínhǎi Qū; Zhuang Yinzhaij Gih) ist ein Stadtbezirk der Stadt Beihai im Autonomen Gebiet Guangxi der Zhuang-Nationalität, Volksrepublik China. Der Stadtbezirk hat 7 Nachbarschafts-Komitees und 39 Dorf-Komitees.
- Fläche: 510,6 km²
- Bevölkerung: 203.500 (Stand: 2018)[1]